# ジュール・デュモン・デュルヴィル
ジュール・セバスティアン・セザール・デュモン・デュルヴィル（Jules Sébastien César Dumont d'Urville, 1790年5月23日 - 1842年5月8日）は、フランスの軍人・探検家。カルヴァドス県のコンデ＝シュル＝ノワロー生まれ。「デュモン・デュルヴィル」で姓である。
ギリシャ遠征中（1819年 - 1820年）、エーゲ海のメロス島でミロのヴィーナスを交渉して買い入れフランス政府に保管させる。一生のうちに3度の世界周航を成し遂げた（1822年 - 1825年、1826年 - 1829年、1837年 - 1840年）。主に南太平洋やポリネシアを探検した。2度目の航海中、ヴァニコロ島の海底でラ・ペルーズ探検隊の遺物を発見した。3度目の航海では南極大陸の半島を発見し、妻の名前にちなみアデリーランドと名づけた。作成した地図・海図は100以上あり、第二次世界大戦が終わるまで修正されることなく使用された。
1842年5月8日、フランスのムードンで起きた列車事故（ベルサイユ鉄道事故）で焼死した。